# I. Károly Emánuel savoyai herceg
Savoyai I. Károly Emánuel, olaszul: Carlo Emanuele I di Savoia, franciául: Charles-Emmanuel Ier, ragadványnevén „a Nagy”, olaszul: il Grande, franciául: le Grand, (Rivoli, 1562. január 12. – Savigliano, 1630. július 26.),  a Savoyai-házból származó herceg, Emánuel Filibert savoyai herceg egyetlen fia. Apjának halála után, 1580–1630 között öt évtizeden át Savoya hetedik uralkodó hercege, Piemont hercege, Aosta és Maurienne grófja, Jeruzsálem és Ciprus címzetes királya.

## Élete

### Származása
Károly Emánuel  herceg a piemonti Rivoli kastélyában született 1562-ben, szüleinek egyetlen gyermekeként.
Édesapja a Savoyai-házból való Emánuel Filibert savoyai herceg (1528–1580) volt, III. (Jó) Károly savoyai herceg (1486–1553) és Beatrix portugál infánsnő (1504–1538) fia, I. (Szerencsés) Mánuel portugál király (1469–1521) unokája.
Édesanyja a Valois-ház angoulême-i ágából való Valois Margit francia királyi hercegnő, Berry hercegnője (1523–1574) volt, I. Ferenc francia király (1494–1547) és I. Klaudia breton hercegnő (1477–1514) legifjabb leánya, XII. Lajos francia király (1462–1515) unokája.

### Trónra lépése, első hadjáratai
Apjának, Emánuel Filibert hercegnek politikai mozgásterét (uralkodásának utolsó két évtizedében) az 1559-ben megkötött cateau-cambrésis-i békeszerződés és a Valois Margit francia királyi hercegnővel kötött dinasztikus házasság határozta meg. A francia megszállók távoztak Savoyából, a hercegség a Habsburg császár hűbérese maradt. Az 1570-es években Emánuel Filibert – a spanyol Habsburgok és a Francia Királyság között ügyesen lavírozva – sikeresen visszaszerezte fővárosát, Torinót, és két fontos piemonti várost, Pinerolót (Pignerol) és Astit. Halálakor, 1580-ban egy modernizált, erős, fokozatosan terjeszkedni kezdő fejedelemséget hagyott fiára.

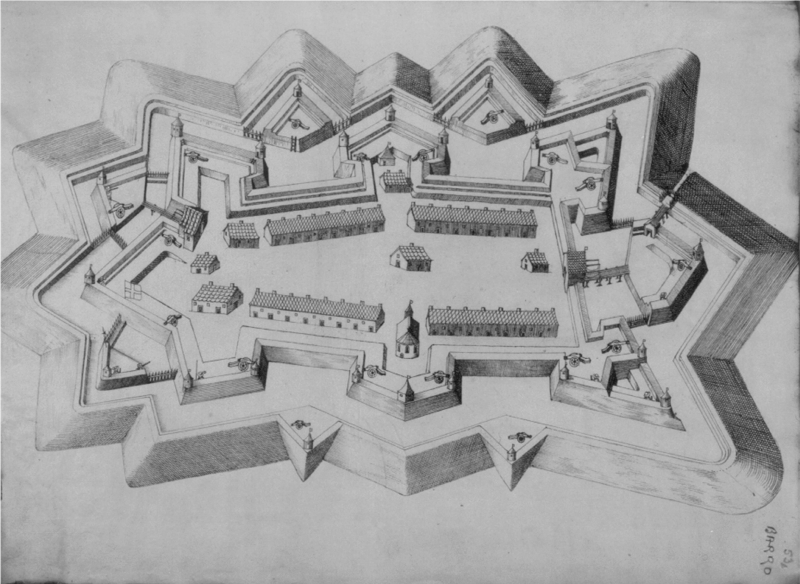
A Barraux-erőd terve (Ercole Negro, 1597)

Károly Emánuel 18 évesen lépett a trónra. Apja szellemében kezdett politizálni. Első intézkedéseként szakított a protestáns Genffel, és tervbe vette Chablais tartomány visszafoglalását. 1581-ben és 1582-ben Thonon-ból rajtaütéseket indított, de sorra kudarcot vallott. Az ifjú uralkodó ekkor új szövetségest keresett. 1585-ben feleségül vette II. Fülöp spanyol király egyik leányát, Katalin Mihaéla infánsnőt. Spanyol támogatással Károly Amadé újabb terveket kovácsolt. Kihasználta a javában zajló francia vallásháborúk okozta bizonytalan politikai helyzetet. Anyja, Valois Margit révén I. Ferenc francia király unokája volt, erre hivatkozva a Francia Királyság trónját magának követelte.
1588-ban elfoglalta a Saluzzói Őrgrófságot. 1590-ben a katolikus liga tagjaitól megkapta a Provence grófja címet. Többször is lerohanta a francia Dauphiné tartományt, 1590-ben Fréjus-ig nyomult előre, elfoglalta Draguignan-t és Aix-en-Provence-ot, de 1591. szeptember 17-én vereséget szenvedett a pontcharrai csatában (a mai Isère megyében) IV. Henrik francia király hadvezérétől, Lesdiguières hercegtől. 1593-ban ismét hadjáratot vezetett francia területre és elfoglalta az exilles-i erődöt (Chambérytől délre). 1597-ben a Grésivaudan-völgy bejáratánál felépítette a barraux-i erődöt, amellyel dauphiné-i hódításait akarta biztosítani, de az éppen elkészült erődöt 1598-ban Lesdiguières herceg csapatai elfoglalták tőle.

### Házassága

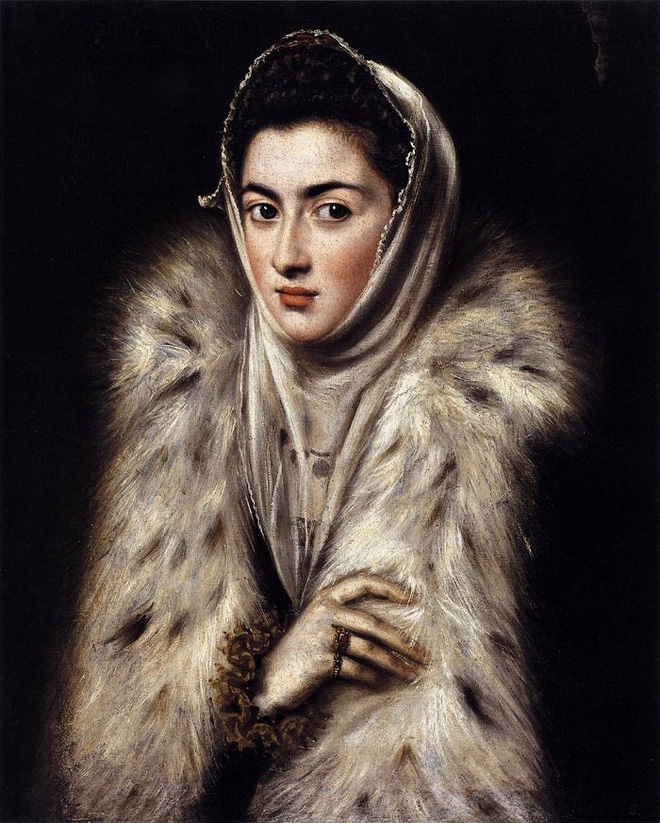
Felesége, Ausztriai Katalin Mihaéla infánsnő (Sofonisba Anguissola festménye, 1577 k.)

Károly Emánuel herceg 1585. március 11-én az aragóniai Zaragozában feleségül vette a Ausztriai-házból származó Katalin Mihaéla spanyol infánsnőt (1567–1597), II. Fülöp spanyol király (1527–1598) és Valois Erzsébet francia királyi hercegnő (1545–1568), V. Károly német-római császár és II. Henrik francia király unokáját.
A hercegi pár házasságából tíz közös gyermek született:
1. Fülöp Emánuel (Philippe-Emmanuel/Filippo Emmanuele, 1586–1605) trónörökös, fiatalon meghalt,
2. Viktor Amadé (Victor-Amédée/Vittorio Amedeo, 1587–1637), apja utódjaként 1630-tól I. Viktor Amadé néven Savoya uralkodó hercege, aki 1619-ben Bourbon Krisztina francia királyi hercegnőt (1606–1663) vette feleségül,
3. Emánuel Filibert (Emmanuel-Philibert/Emanuele Filiberto, 1588–1624), spanyol királyi admirális, Szicília spanyol alkirálya, nem nősült meg,
4. Margit (Marguerite/Margherita, 1589–1655), aki 1608-ban IV. Gonzaga Ferenc mantovai herceghez (1586–1612) ment feleségül,
5. Izabella (Isabelle/Isabella, 1591–1626), 1608-tól III.  Estei Alfonz modenai herceg (1591–1644) felesége,
6. Móric (Maurice/Maurizio, 1593–1657) bíboros, Vercelli érseke, Nizza kormányzója, aki 1642-ben unokahúgát, Savoyai Lujza Krisztina hercegnőt (1629–1692), I. Viktor Amadé leányát vette feleségül,
7. Mária Apollónia (Marie Appoline, 1594–1656), apáca Rómában
8. Franciska Katalin (Françoise Catherine/Francesca Catarina, 1595–1640), apáca a piemonti Biellában,
9. Tamás Ferenc (Thomas François/Tommaso Francesco, 1596–1656), Carignano első hercege, Savoya–Carignano-ház megalapítója, aki 1625-ben Bourbon Mária soissons-i grófnőt vette feleségül, egyik gyermekük Eugène-Maurice de Savoie-Carignan herceg (Savoyai Jenő császári hadvezér hadvezér apja).
10. Johanna (Jeanne/Giovanna, */† 1597), születésekor meghalt, édesanyjával együtt.

### A francia–savoyai háborúban (1600–1601)
A Francia Királyság és a Savoyai Hercegség közötti viszály egyik forrása a Saluzzói Őrgrófság volt. A Piemont tartományon belül fekvő francia enklávéra Savoya rátette a kezét. 1595-ben IV. Henrik francia király Lyonban tárgyalt Károly Emánuellel, és felkínálta az őrgrófságot a savoyai herceg valamelyik fiának, francia hűbéri kötelékben. Károly Emánuel azonban ragaszkodott Saluzzo közvetlen birtoklásához. A vitát pápai közvetítéssel sem tudták feloldani. 1599 decemberében IV. Henrik király a fontainebleau-i kastélyban fogadta Károly Emánuelt, és választás elé állította: Savoya vagy visszaadja Franciaországnak a Saluzzói Őrgrófságot, vagy megtartja, de akkor kárpótlásul adja át Franciaországnak Bresse grófságát, Barcelonnette (Barcelonetta) algrófságot, Valle Stura di Demonte, Villar Perosa és Pinerolo (Pignerol) völgyeit.
Károly Emánuel időt kért, visszatért Torinóba, és háborús előkészületeket tett. Katonai segítséget kért a Milánói Hercegség spanyol kormányzójától, Pedro Henriquez de Acevedo de Fuentes gróftól. A határidő lejártakor IV. Henrik ultimátumot küldött, ezt Károly Emánuel ismét visszautasította. 1600 augusztusában Henrik hadat üzent. A királyi hadsereg elözönlötte Savoyát és Piemontot. 1601 január 17-én a legyőzött Károly Emánuel aláírta a lyoni békeszerződést, amelyben átengedte Franciaországnak Bugey, Valromey és Gex tartományokat, viszont Savoya végleg megtarthatta a Saluzzói Őrgrófságot.

### Vereség Genf alatt (1602)

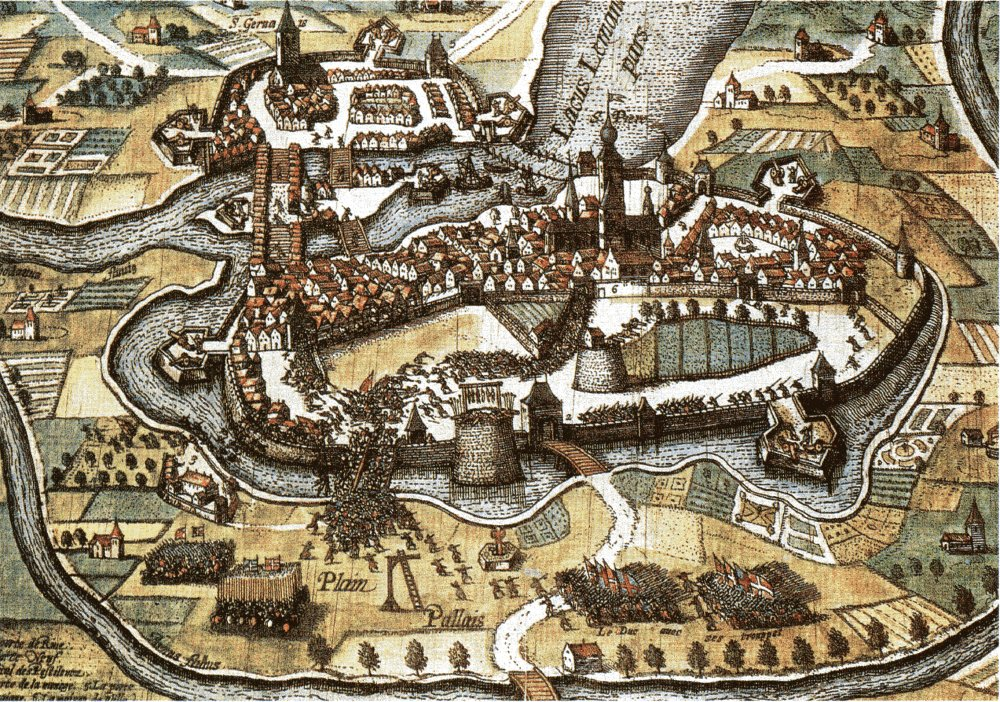
A genfi csata (L’Escalade)

Károly Eménuel herceg ezután úgy döntött, ostrommal beveszi Genf városát, az ellenséges kálvinizmus szellemi–politikai központját. Utasítására Charles de Simiane d’Albigny gróf, a dauphiné-i Katolikus liga korábbi vezére zsoldos csapatot toborzott. Károly Emánuel sógora, III. Fülöp spanyol király is küldött egy zsoldos csapatot. A Julián-naptár szerint „az év legsötétebb napján”, 1602. december 11-én éjszakai rajtaütésre indultak Genf falai ellen. A csapatok az Arve folyó mentén észrevétlenül megközelítették a Genfet. A falakat ostromlétrákon tervezték megmászni (franciául: escalader). Az előőrs be is jutott a városba, de egy éber őr riasztani tudta az alvó polgárőrséget. A falakra siető milícia visszaverte a támadást, az ostromlétrákon felfelé igyekvőket a vártüzérség tüze söpörte le. A támadás teljes kudarcba fulladt, a foglyul esett savoyaiakat a genfiek kivégezték. A rajtaütést genfi megtorló akció követte (franciául: la contre-escalade), ezután Savoya tárgyalóasztalhoz kényszerült. 1603. július 12-én megkötötték a saint-julieni békeszerződést (Genf határában, a savoyai Saint-Julien-en-Genevois községben), amelyben Savoya lemondott Genf elleni igényeiről. Kölcsönös engedmények révén a szerződés tartós békét eredményezett a két fél között.
Genfben azóta is minden év december 12-én megünneplik az 1602-es győzelem emlékét, mely franciául: L’Escalade néven maradt fenn.
1610. április 25-én Károly Emánuel a piemonti Bruzolóban katonai szövetséget kötött IV. Henrik francia király teljhatalmú megbízottjával, Lesdiguières herceggel. A szövetkezés Spanyolország ellen irányult, és előirányozta (többek között) IV. Henrik (ekkor nyolcesztendős) leányának, Bourbon Erzsébet francia királyi hercegnőnek (1602–1644) házasságát Károly Emánuel legidősebb élő fiával, Viktor Amadé trónörökössel (1587–1637). A házasság azonban nem jöhetett létre, mert IV. Henrik királyt néhány héttel később, 1610. május 14-én egy merénylő meggyilkolta, a spanyol-ellenes szövetség semmissé vált. (Az özvegy anyakirályné, Medici Mária közvetítése révén Franciaország és Spanyolország között átmeneti együttműködés állt be, így 1615-ben Erzsébet hercegnőt IV. Fülöp spanyol királyhoz adták feleségül).

### A monferratói örökösödési háborúban (1613–1617)
1612-ben férfi örökös nélkül elhunyt Károly Emánuel veje, IV. Gonzaga Ferenc (1586–1612), Mantova és Monferrato hercege, Savoyai Margit hercegnő férje. Károly Emánuel nyomban bejelentette igényét a Monferratói Hercegségre. Igényét egyfelől leányának özvegyi jogára, másfelől egy középkori szerződésre alapozta. 1330-ban Aymon savoyai gróf (1291–1343) feleségül vette Monferratói Jolanda (1318–1342) hercegnőt, I. Palailogosz Tivadar monferratói őrgróf (1290–1338) leányát. Após és veje örökösödési szerződést kötöttek, mely szerint ha Monferrato őrgrófjainak férfi ága kihal, a fejedelemséget Savoya uralkodója örökli.
Monferrato trónját azonban IV. Ferenc öccse, Gonzaga Ferdinánd bíboros foglalta el. Savoyai miniszterek olyan kompromisszumot javasoltak, hogy Ferdinánd bíboros-herceg vegye feleségül az özvegy Savoyai Margitot, és engedjen át néhány kisebb enklávé-területet Savoyának. Károly Emánuel azonban inkább hazarendelte leányát, Margitot és unokáját, Mantovai Máriát, de Ferdinánd visszatartotta őket. Károly Emánuel hadat üzent, a savoyai csapatok elfoglalták Alba városát. Kitört a monferratói örökösödési háború. 1613 első hónapjaiban a savoyai csapatok győzelmesen hatoltak előre.
Franciaország a Gonzaga-család oldalára állt, a dauphinéi francia hadsereg készülődése komoly savoyai erőket kötött le a nyugati határon. Spanyolország ragaszkodott a Mantovai Hercegség és a Monferratói Hercegség egységének fenntartásához. A Velencei Köztársaság és Toszkánai Hercegség Savoya oldalára állt. Trino elfoglalása után Károly Emánuel Casale Monferrato ostromát tervezte, de Milánó spanyol kormányzója ekkor katonai erősítést küldött a székváros védelmére, Károly Emánuel ezért inkább Nizza ostromára vonult. Rövidesen azonban spanyol és mantovai felmentő sereg érkezett, a savoyai hercegi csapatoknak vissza kellett vonulniuk saját területükre. Károly Emánuel ekkor Astiba rendelte hadseregét, és személyesen vezette katonáit Monferrato belsejébe. Csapatai véres harcokban leverték le az ellenük lázadó helyi erőket, elfoglalták Moncalvo, Calosso, Morano, Montemagno, Moasca, Camerana, Gottasecca, Roccavignale és Altare városokat.
Ekkorra már minden környező állam Savoya ellen fordult. A spanyol és mantovai seregekhez toszkánai és pápai csapatok csatlakoztak, Franciaország is támadásra készült. Savoya hercege súlyos helyzetbe került. Megmentésére hűbérura, Mátyás császár béketárgyalást ajánlott. Az 1613-as milánói békeszerződés Savoyát leszerelésre kötelezte, és Károly Emánuelnek bele kellett egyeznie, hogy özvegy leányát, Margitot feleségül adják Ferdinánd bíboroshoz, Monferrato új hercegéhez.
Károly Emánuel azonban továbbra ragaszkodott leányának közvetlen trónörökléséhez. Már 1613 szeptemberében felrúgta a milánói békeszerződést és újrakezdte a háborút. Ekkor Lombardia felől erős spanyol hadsereg vonult ellene, a császár jóváhagyásával. Váltakozó sikerrel folytak a harcok, a savoyaiak keményen helytálltak az Asti dombjain vívott harcokban. Egy spanyol expedíciós hadtest elfoglalta Imperia (Oneglia) kikötőjét, a felmentésre érkező savoyai flottát megsemmisítették. 1614 elején a spanyol térnyerés miatt aggódó francia követ és a pápai nuncius közvetítést ajánlott, 1614 decemberében a Savoyai Hercegség, a Mantovai Hercegség és a spanyol kormányzás alatt álló Milánói Hercegség vezetői megkötötték az első asti békeszerződést, mely a háborúzó feleket a status quo helyreállítására kötelezte.
A spanyol kormány sokallta az engedményeket, megtagadta a ratifikációt, és új támadást indított Savoya ellen. Károly Emánuel sem engedett, a háború ismét kiújult. A eszkaláció miatt aggódó itáliai fejedelemségek, Velence, a pápa, Anglia és Franciaország közvetítésével sikerült a feleket ismét tárgyalóasztalhoz ültetni. 1615 június 21-én Spanyolország és Savoya megkötötte a második asti békeszerződést, amely a Savoyai-ház és a Gonzaga-ház közötti ellentéteket a spanyol király döntőbíráskodása alá rendelte, a közvetítő hatalmak (Franciaország, Anglia, Velence és a pápai állam) ellenőrzése mellett. A Spanyolországnak presztízsveszteséget jelentő egyezmény miatt III. Fülöp spanyol király leváltotta Milánó kormányzóját, Don Juan de Mendoza y Velascót, San Germán és La Hinojosa márkiját, helyére Don Pedro Álvarez de Toledo-Osoriót (1546-1627), Villafranca del Bierzo márkiját helyezte, és utasította a monferratói örökösödési háború folytatására.
Károly Emánuel a szerződést garantáló hatalmakhoz fordult támogatásért. Franciaország nem akart beavatkozni az új spanyol–savoyai háborúba, a II. Henri de Bourbon-Condé herceg által szított ingatag belpolitikai helyzetben. Velence és Anglia pénzsegélyt adott Savoyának, Károly Emánuel azonnal megkezdte a hercegi csapatok mozgósítását, és külföldi zsoldosok toborzását. Kisebb előcsatározások után Don Pedro de Toledo csapatai 1616 szeptemberében benyomultak Piemontba. Károly Emánuel és fia, Viktor Amadé csapatai szembeszálltak velük. kemény harcok folytak, váltakozó sikerrel. Visszavonuláskor a savoyaiak felperzselték a földeket, a spanyolok élelmiszer-hiányban szenvedtek. Közben Torinóban Franciaország, Velence, Spanyolország és Savoya küldöttei a békés rendezésről tárgyaltak. Károly Emánuel ügyes taktikával húzta az időt, miközben saját csapataihoz folyamatosan érkeztek az erősítések. Decemberben a herceg, fia, Viktor Amadé és öccse, Carignanói Tamás Ferenc összehangolt offenzívát indítottak, és kiűzték a spanyolokat fő támaszpontjukról, Gattinarából.
1617 elején mind a spanyolok, mind Savoya újabb offenzívára készült, de Károly Emánuelnek sikerült elnyernie Franciaország segítségét. 1617. január 3-án Lesdiguières marsall serege Torinóba érkezett, seregét francia–savoyaiak is erősítettek. Elfoglalták Cisterna d’Asti várát, és ostrom alá vették San Damiano d’Asti erődjét, a spanyol felmentő sereget elűzték. Az ezt követő francia–savoyai és francia–spanyol tárgyalások eredményeképpen III. Fülöp spanyol király utasította Lombardia kormányzóját, Don Pedro der Toledo márkit a második asti békeszerződés elfogadására. Az ellenségeskedések ezután lecsillapodtak.

### Második, titkos házassága
Az 1597-ben megözvegyült Károly Emánuel herceg halála előtt fél évvel, 1629. november 28-án Riva di Chieri-ben titokban újra megnősült. Régi kegyencnőjét, a 29 éves Rossillon-i Margit rivai márkinőt (1599–1640) vette el, aki már négy gyermeket szült neki házasságon kívül. A herceg elismerte őket vér szerinti gyermekeinek, de a trónutódlásból kizárta őket:
- Maurizio († 1645), Poirino márkija, lovassági ezredes,
- Margherita († 1659), Dronero, Roccabruna és San Giuliano ura, aki Filippo Francesco d’Este herceghez, San Martino in Rio márkijához ment feleségül (az ő leszármazottaik pl. Maria Teresa Cybo-Malaspina és Estei Mária Beatrix modenai hercegnő),
- Gabriele († 1695), Riva márkija, lovassági altábornagy,
- Antonio († 1688), San Michele della Chiusa (1642), Santa Maria d’Aulps (1645), Hautecombe (1653), San Benigno di Fruttuaria (1660) majd Casanuova (1687) apátja, a Nizzai Grófság helytartója (1672).

Egyéb szeretőitől további hat természetes gyermeket hagyott hátra.

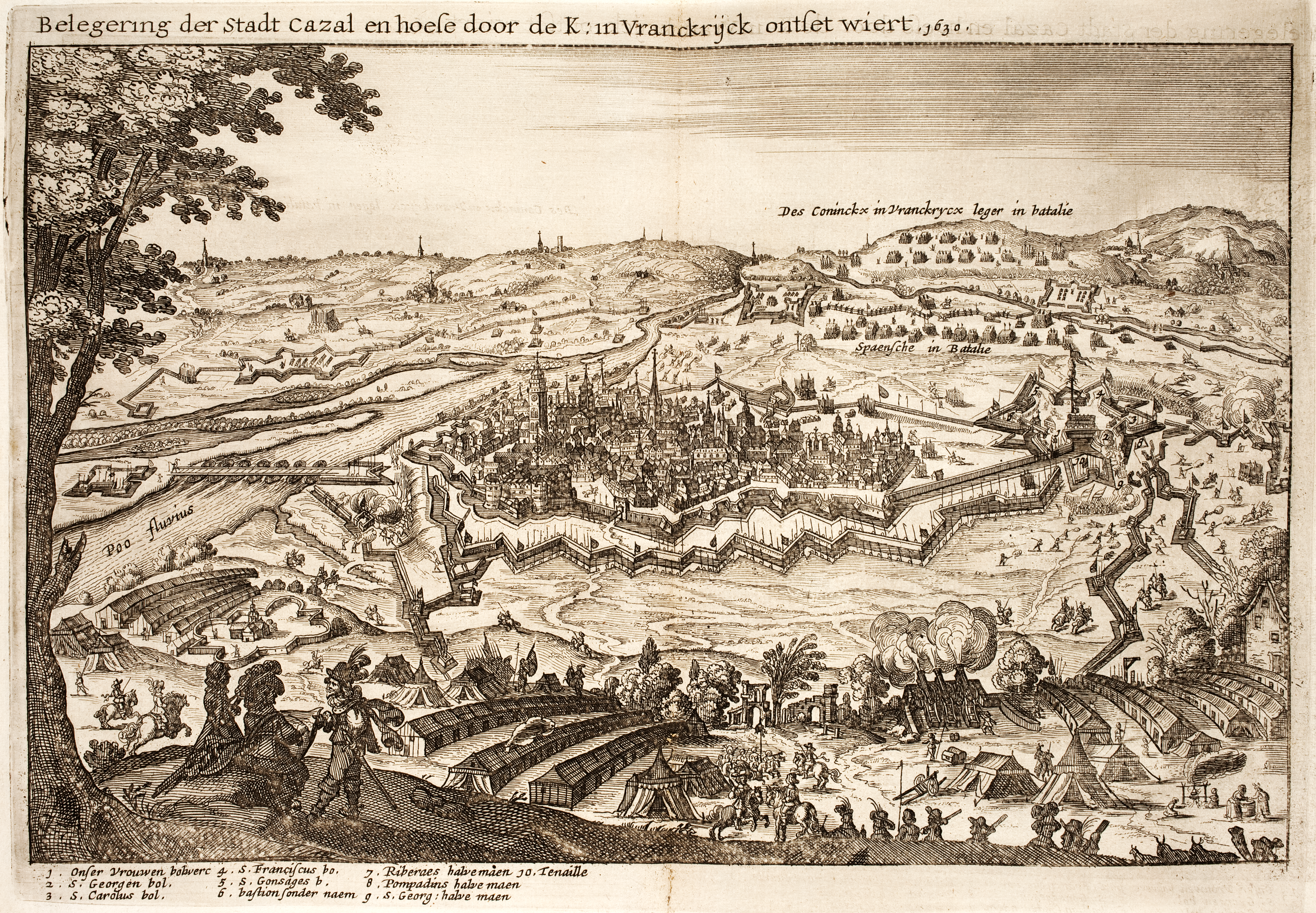
Francia sereg felmenti a spanyolok által ostromolt Casale Monferratót (1630)

### A mantovai örökösödési háborúban (1628–1631)
Az 1628-ban kitört mantovai örökösödési háborúban, Károly Emánuel Franciaország ellenében lépett fel. Savoya hercege (spanyol csapatok segítségével) elfoglalta a Monferratói Hercegséget, amelyet II. Vincenzo Gonzaga, Mantova és Monferrato hercegének elhunyta után annak unokafivére, I. Gonzaga Károly, Nevers hercege magának követelt. Számítva XIII. Lajos francia király várható beavatkozására, 1629 februárjában 10 000 spanyol és itáliai katona ostrom alá vette Casale Monferratót, II. Vincenzo erődítményét a Pó folyón, Piemont és a Milánói Hercegség között, melyet francia csapatok védelmeztek.
1629. március 6-án XIII. Lajos és Richelieu bíboros, a La Rochelle sikeres ostromáról érkező francia fősereg élén átkelt az Alpokon, Casale Monferrato felmentésére. Károly Emánuel a Susai-hegyszorosban (Pas de Suse) útjukat állta, de súlyos vereséget szenvedett, és tárgyalni kényszerült. Március 18-án a spanyolok elvonultak Casale alól. 1629 áprilisában Richelieu bíboros és Károly Emánuel – a pápa képviselője, Mazarin bíboros jelenlétében – megkötötte a susai szövetségi szerződést, mely előírta a Monferratói Hercegség erődített városainak átadását, a Milánói Hercegség elleni közös hadjárat céljára. Károly Emánuel átengedte Franciaországnak Susát és a hegyi erődöket, és 15 000 arany écu ellenében lemondott a Monferratói Hercegségre támasztott igényéről, és kötelezte magát, hogy savoyai csapataival a franciák oldalán hadba vonul a Milánói Hercegség ellen. Amikor azonban Languedoc tartományban hugenotta lázadás tört ki, emiatt a francia csapatokat hazarendelték, Károly Emánuel azonnal megszegte a susai szerződést, és Casale Monferrato utánpótlásának biztosítása helyett új erődítményt építtetett a piemonti Aviglianában, Torino előterében.
Újabb tárgyalások kezdődtek, Károly Emánuel felajánlotta Richelieu bíborosnak, hogy szabad átvonulást biztosít a Milánó ellen vonuló francia csapatoknak a Monferratói Hercegségbe, de jelezte, hogy az akció sikertelensége esetén kivonja saját csapatait, védtelenül hagyva a franciák visszavonulási útját. Richelieu visszautasította a zsarolást, és követelte a susai szerződés betartását (azaz az új aviglianai erőd lerombolását és a savoyai csapatok részvételét a Milánói Hercegség elleni hadjáratban). Károly Emánuel erre elfoglalta a Dora Riparia határfolyó hídjait és gázlóit.
1630-ban a Német-római Birodalom ismét megtámadta a Francia Királyságot. Károly Emánuel, nagyapjához hasonlóan hűbérurával, a Német-római Birodalommal szövetkezett. XIII. Lajos francia király személyesen vezette a francia hadjáratot Savoya ellen. Caselette-nél áttörtek a Susai-völgybe), elfoglalták Avigliana erődjét, és Rivoliig vonultak. Elfoglalták a hercegség egész területét (Montmélian kivételével). 1630. május 17-én bevonultak a fővárosba, Chambérybe is. Piemontban a franciák elfoglalták Pinerolót (Pignerol-t). A francia táborban azonban kitört a pestis, Lajosnak vissza kellett vezetnie hadseregét Lyonba.

### Halála

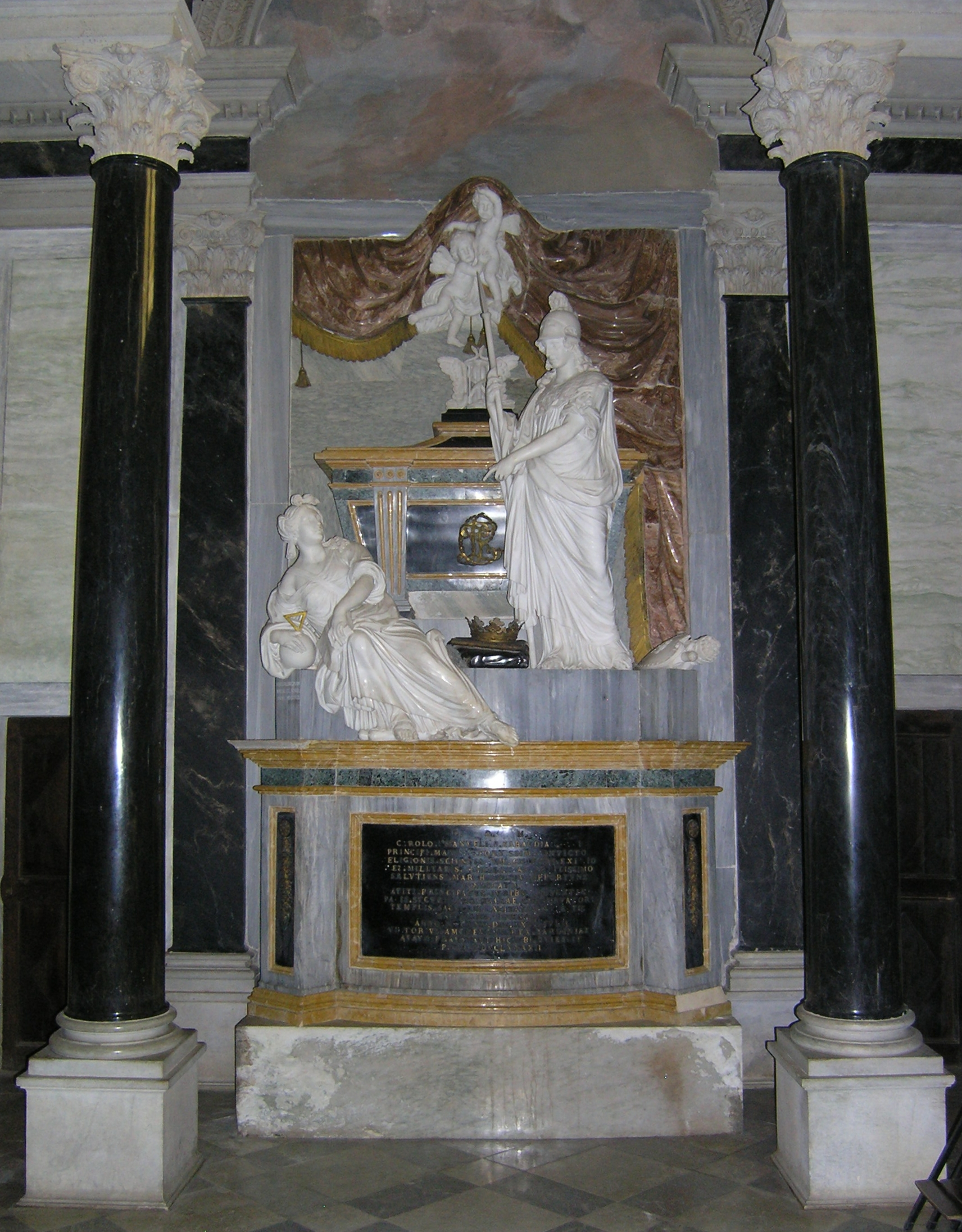
Károly Emánuel sírja Vicofortéban

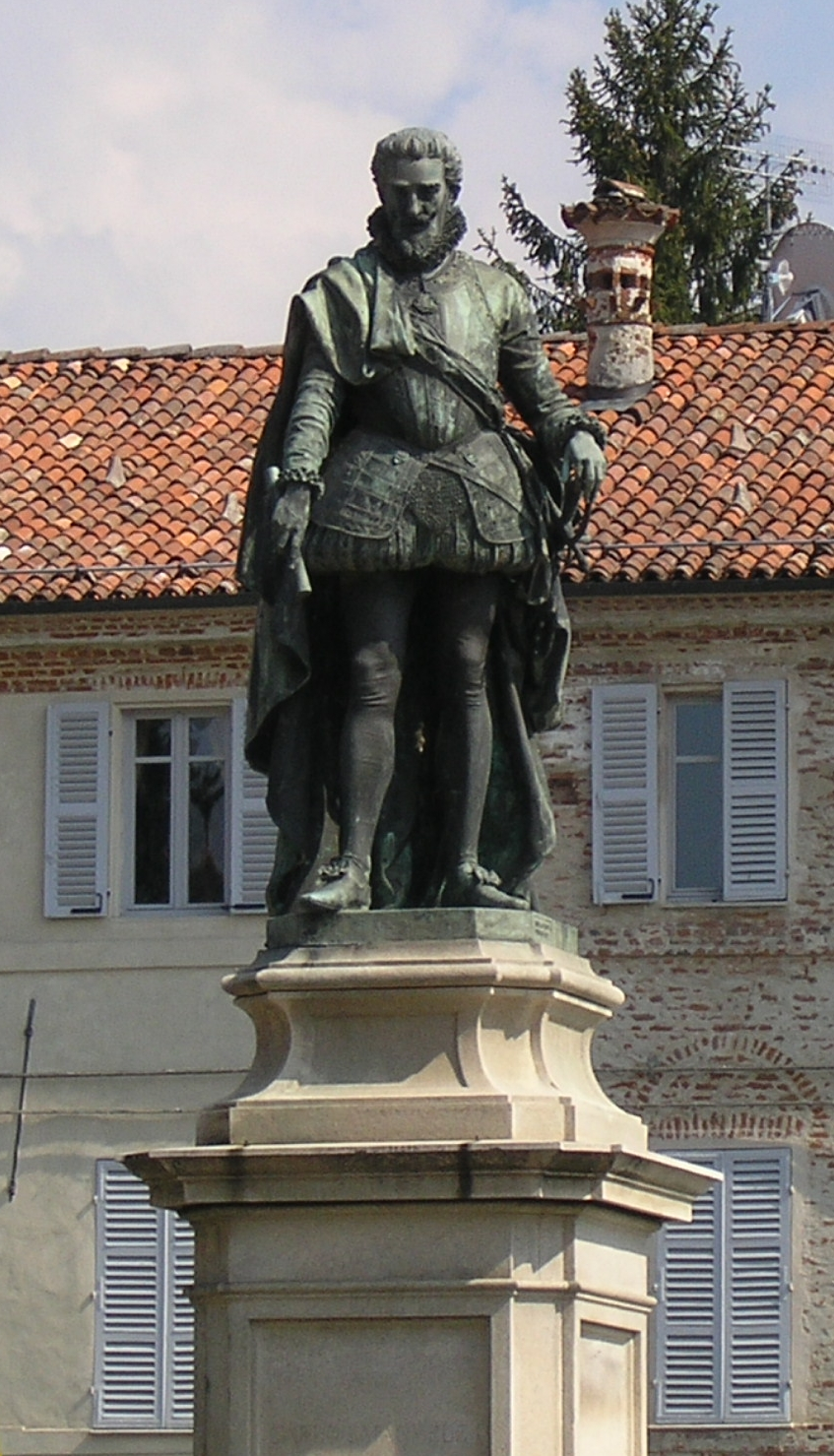
Károly Emánuel szobra Vicofortéban

Az összeomlás közepén, 1630. július 26-án az idős Károly Emánuel herceg a piemonti Saviglianóban, a Cravetta palotában elhunyt, agyvérzés („apoplexia”) következtében, miközben a Maira-völgy védelmét irányította.
Az elhunyt herceg testét átmenetileg a saviglianói Szent Domonkos-templomban helyezték el. 1677-ben átszállították a piemonti Vicoforte községbe (Mondovì közelében), a még épülőben lévő Santuario Regina Montis Regalis bazilikatemplomba, melynek építését Károly Emánuel rendelte el, a költségeket maga finanszírozta. A herceget a bazilika Szent Bernát-kápolnájában temették el. A ma is látható márvány síremlék, Ignazio és Filippo Collino szobrász testvérpár műve, 1792-ben készült el.
Károly Emánuelt kiváló szervezőként és hadvezérként tartják számon. Minden lehetőséget igyekezett megragadni, hogy a Savoyai-ház birtokainak határait – akár katonai erő alkalmazásával is – kiterjessze. Sikeresen kihasználta a nagyhatalmak lekötöttségét, beavatkozott a birodalmi háborúkba, de hódításainak megtartásához Savoya katonai ereje végül elégtelennek bizonyult.
Legidősebb élő fia, I. Viktor Amadé 1630-ban katonailag vert helyzetben örökölte apja trónját. A Német-római Birodalom és a Francia Királyság képviselői 1631. április 6-án aláírták a mantovai háborút lezáró cherascói békeszerződést, ezt 1632-ben Viktor Amadé hercegnek is el kellett fogadnia. Ebben Savoya hercege – kis területi nyereség ellenében – lemondott a Monferratói Hercegségre vonatkozó igényéről. A hercegség a Francia Királyság csatlós államává vált.

## Lásd még
- Savoyai-ház
- Savoya uralkodóinak listája
- Savoyai Hercegség

| Előző uralkodó: Emánuel Filibert | Savoya uralkodó hercege 1580 – 1630 Savoyai-ház | Következő uralkodó: I. Viktor Amadé |